# Prophantis octoguttalis
Prophantis octoguttalis là một loài bướm đêm trong họ Crambidae.